# Rajd Nowej Zelandii 2004
Rezultaty Rajdu Nowej Zelandii (34th Propecia Rally New Zealand), eliminacji Rajdowych Mistrzostw Świata, w 2004 roku, który odbył się w dniach 15–18 kwietnia. Była to czwarta runda czempionatu w tamtym roku i druga szutrowa, a także trzecia runda serii Production Cars WRC. Bazą rajdu było miasto Auckland. Zwycięzcami rajdu została norwesko-brytyjska załoga Petter Solberg/Phil Mills jadąca Subaru Imprezą WRC. Wyprzedzili oni Finów Marcusa Grönholma i Timo Rautiainena w Peugeocie 307 WRC oraz estońsko-brytyjską załogę Markko Märtin/Michael Park w Fordzie Focusie WRC. Z kolei zwycięstwo w Production Cars WRC odnieśli Austriacy Manfred Stohl i Ilka Minor w Mitsubishi Lancerze Evo 7.
Rajdu nie ukończyło dwóch kierowców fabrycznych. Gilles Panizzi w Mitsubishi Lancerze WRC wycofał się na 1. odcinku specjalnym z powodu awarii układu elektrycznego, a Kristian Sohlberg także jadący Lancerem WRC również zrezygnował z jazdy na 1. odcinku specjalnym z tego samego powodu co Panizzi.

## Klasyfikacja ostateczna (punktujący zawodnicy)
| Miejsce  | Zawodnik        | Pilot             | Samochód                | Czas      | Strata   | Grupa | Punkty |
| WRC      | WRC             | WRC               | WRC                     | WRC       | WRC      | WRC   | WRC    |
| -------- | --------------- | ----------------- | ----------------------- | --------- | -------- | ----- | ------ |
| 1.       | Petter Solberg  | Phil Mills        | Subaru Impreza WRC      | 4:02:29.5 |          | A8 M  | 10     |
| 2.       | Marcus Grönholm | Timo Rautiainen   | Peugeot 307 WRC         | 4:02:35.4 | +5.9     | A8 M  | 8      |
| 3.       | Markko Märtin   | Michael Park      | Ford Focus WRC          | 4:02:55.1 | +25.6    | A8 M  | 6      |
| 4.       | Sébastien Loeb  | Daniel Élena      | Citroën Xsara WRC       | 4:03:34.7 | +1:05.2  | A8 M  | 5      |
| 5.       | Harri Rovanperä | Risto Pietiläinen | Peugeot 307 WRC         | 4:04:53.2 | +2:23.7  | A8 M  | 4      |
| 6.       | Carlos Sainz    | Marc Martí        | Citroën Xsara WRC       | 4:05:38.4 | +3:08.9  | A8 M  | 3      |
| 7.       | Mikko Hirvonen  | Jarmo Lehtinen    | Subaru Impreza WRC      | 4:08:12.0 | +5:42.5  | A8 M  | 2      |
| 8.       | Daniel Carlsson | Mattias Andersson | Peugeot 206 WRC         | 4:15:53.3 | +13:23.8 | A8    | 1      |
|          |                 |                   |                         |           |          |       |        |
| 18.      | François Duval  | Stéphane Prévot   | Ford Focus RS WRC '04   | 4:26:02.3 | +23:32.8 | A8 M  |        |
| PCWRC    |                 |                   |                         |           |          |       |        |
| 1. (10.) | Manfred Stohl   | Ilka Minor        | Mitsubishi Lancer Evo 7 | 4:18:53.3 |          | N4    | 10     |
| 2. (12.) | Marcos Ligato   | Ruben Garcia      | Subaru Impreza WRX STi  | 4:20:09.6 | +1:16.3  | N4    | 8      |
| 3. (13.) | Alister McRae   | David Senior      | Subaru Impreza WRX STi  | 4:20:28.3 | +1:35.0  | N4    | 6      |
| 4. (14.) | Jani Paasonen   | Sirkka Rautiainen | Mitsubishi Lancer Evo 7 | 4:20:44.1 | +1:50.8  | N4    | 5      |
| 5. (15.) | Toshihiro Arai  | Tony Sircombe     | Subaru Impreza WRX STi  | 4:20:52.1 | +1:58.8  | N4    | 4      |
| 6. (16.) | Xavier Pons     | Oriol Julià       | Mitsubishi Lancer Evo 7 | 4:23:20.4 | +4:27.1  | N4    | 3      |
| 7. (20.) | Nasir al-Atijja | Chris Patterson   | Subaru Impreza WRX STi  | 4:27:33.9 | +8:40.6  | N4    | 2      |
| 8. (21.) | Karamjit Singh  | Allen Oh          | Proton Pert             | 4:27:53.2 | +8:59.9  | N4    | 1      |

1. ↑  Litera M przy oznaczeniu grupy do której należy samochód oznacza, iż tylko ci kierowcy zdobywali punkty dla swoich zespołów liczonych w klasyfikacji producentów na koniec sezonu.

## Zwycięzcy odcinków specjalnych
| Dzień      | Odcinek | G. rozp. | Nazwa                 | Długość | Zwycięzca                      | Czas    | Lider rajdu     |
| ---------- | ------- | -------- | --------------------- | ------- | ------------------------------ | ------- | --------------- |
| 1 (15 KWI) | SS1     | 19:25    | Manukau Super 1       | 2.10km  | Markko Märtin                  | 1:24.5  | Markko Märtin   |
| 1 (15 KWI) | SS2     | 19:55    | Manukau Super 2       | 2.10km  | Petter Solberg                 | 1:22.4  | Petter Solberg  |
| 2 (16 KWI) | SS3     | 10:13    | Wairere 1             | 18.90km | Petter Solberg Marcus Grönholm | 10:42.5 | Petter Solberg  |
| 2 (16 KWI) | SS4     | 10:51    | Cassidy               | 15.78km | Petter Solberg                 | 9:13.7  | Petter Solberg  |
| 2 (16 KWI) | SS5     | 11:14    | Bull                  | 31.73km | Marcus Grönholm                | 19:55.6 | Marcus Grönholm |
| 2 (16 KWI) | SS6     | 13:13    | Wairere 2             | 18.90km | Harri Rovanperä                | 10:27.2 | Petter Solberg  |
| 2 (16 KWI) | SS7     | 13:51    | Possum (Cassidy-Bull) | 48.21km | Harri Rovanperä                | 28:55.9 | Harri Rovanperä |
| 2 (16 KWI) | SS8     | 19:25    | Manukau Super 3       | 2.10km  | Petter Solberg                 | 1:24.8  | Petter Solberg  |
| 2 (16 KWI) | SS9     | 19:46    | Manukau Super 4       | 2.10km  | François Duval                 | 1:24.0  | Petter Solberg  |
| 3 (17 KWI) | SS10    | 11:23    | Parahi 1              | 25.18km | Marcus Grönholm                | 12:57.2 | Petter Solberg  |
| 3 (17 KWI) | SS11    | 12:16    | Batley 1              | 16.97km | Marcus Grönholm                | 9:23.1  | Petter Solberg  |
| 3 (17 KWI) | SS12    | 12:44    | Waipu Gorge 1         | 11.24km | Markko Märtin                  | 6:36.6  | Petter Solberg  |
| 3 (17 KWI) | SS13    | 13:07    | Brooks 1              | 16.03km | Markko Märtin                  | 9:47.3  | Petter Solberg  |
| 3 (17 KWI) | SS14    | 15:13    | Parahi 2              | 26.18km | Marcus Grönholm                | 12:41.2 | Petter Solberg  |
| 3 (17 KWI) | SS15    | 16:06    | Batley 2              | 16.97km | Marcus Grönholm                | 9:08.3  | Petter Solberg  |
| 3 (17 KWI) | SS16    | 16:34    | Waipu Gorge 2         | 11.24km | Sébastien Loeb                 | 6:26.3  | Petter Solberg  |
| 3 (17 KWI) | SS17    | 16:57    | Brooks 2              | 16.03km | Petter Solberg                 | 9:34.4  | Petter Solberg  |
| 4 (18 KWI) | SS18    | 09:54    | Te Hutewai 1          | 11.15km | Marcus Grönholm                | 7:52.4  | Petter Solberg  |
| 4 (18 KWI) | SS19    | 10:17    | Te Papatapu 1         | 16.62km | Petter Solberg                 | 10:54.7 | Petter Solberg  |
| 4 (18 KWI) | SS20    | 10:45    | Whaanga Coast 1       | 29.69km | Sébastien Loeb                 | 21:31.4 | Marcus Grönholm |
| 4 (18 KWI) | SS21    | 12:28    | Te Hutewai 2          | 11.15km | Marcus Grönholm                | 7:46.0  | Marcus Grönholm |
| 4 (18 KWI) | SS22    | 12:51    | Te Papatapu 2         | 16.62km | Petter Solberg                 | 10:43.5 | Petter Solberg  |
| 4 (18 KWI) | SS23    | 13:19    | Whaanga Coast 2       | 29.60km | Marcus Grönholm                | 20:47.1 | Petter Solberg  |

## Klasyfikacja po 4 rundach
Tabele przedstawiają tylko pięć pierwszych miejsc.

### Kierowcy
| Lp. | Kierowca        | Pkt |
| --- | --------------- | --- |
| 1   | Markko Märtin   | 26  |
| 2   | Sébastien Loeb  | 25  |
| 3   | Marcus Grönholm | 24  |
| 4   | Petter Solberg  | 23  |
| 5   | François Duval  | 14  |

### Producenci
| Lp. | Producent                   | Pkt |
| --- | --------------------------- | --- |
| 1   | Ford Motor Co Ltd.          | 47  |
| 2   | Citroën Total               | 38  |
| 3   | Malboro Peugeot Total       | 33  |
| 4   | 555 Subaru World Rally Team | 31  |
| 5   | Mitsubishi Motors           | 5   |